# Unterseeboot 1228
L'Unterseeboot 1228 (ou U-1228) était un sous-marin allemand utilisé par la Kriegsmarine pendant la Seconde Guerre mondiale.

## Historique
Après sa formation à Hambourg en Allemagne au sein de la 31. Unterseebootsflottille jusqu'au 31 juillet 1944, l'U-1228 est affecté dans une formation de combat à la base sous-marine de Lorient en France dans la 2. Unterseebootsflottille. Face à l'avancée des forces alliées en France, et pour éviter la captivité, il rejoint la 33. Unterseebootsflottille à Flensbourg en Allemagne à partir du 31 octobre 1944.
Au cours d'une patrouille de routine, l'U-1228 est attaqué et endommagé le 18 septembre 1944 par un bombardier lourd britannique Consolidated B-24 Liberator, subissant des dommages au schnorchel qui aboutissent à l'empoisonnement de son équipage par le dioxyde de carbone, tuant un homme.
L'U-1228 se rend aux forces américaines à Portsmouthdans le New Hampshire aux États-Unis le 17 mai 1945. Il est coulé le 5 février 1946 au large de la côte Est des États-Unis.

## Affectations successives
- 31. Unterseebootsflottille du 22 décembre 1943 au 31 juillet 1944
- 2. Unterseebootsflottille du 1er août 1944 au 31 octobre 1944
- 33. Unterseebootsflottille du 1er novembre 1944 au 8 mai 1945

## Commandement
- Oberleutnant zur See Friedrich-Wilhelm Marienfeld du 22 décembre 1943 à 13 mai 1945

## Navires coulés
L'U-1228 a coulé un navire de guerre ennemi : la corvette canadienne NCSM Shawinigan de 900 tonneaux au cours de sa 2e et dernière patrouille de guerre qu'il effectua.